# 尹衍樑
尹衍樑（Samuel Yin，1950年8月16日—），中華民國企業家、工程發明家、教育家、慈善家，現任潤泰企業集團總裁、北京大學光華管理學院董事長。2008年世界傑出華商協會組織評選全球華商500強排行榜第183名，2015年《富比士》雜誌臺灣富豪排行榜排名第7名、同年名列《富比士》世界百萬富豪榜第452名。2011年捐95%財產，其中30億元拿來籌備設立唐獎，於2014年首度頒獎。

## 生平

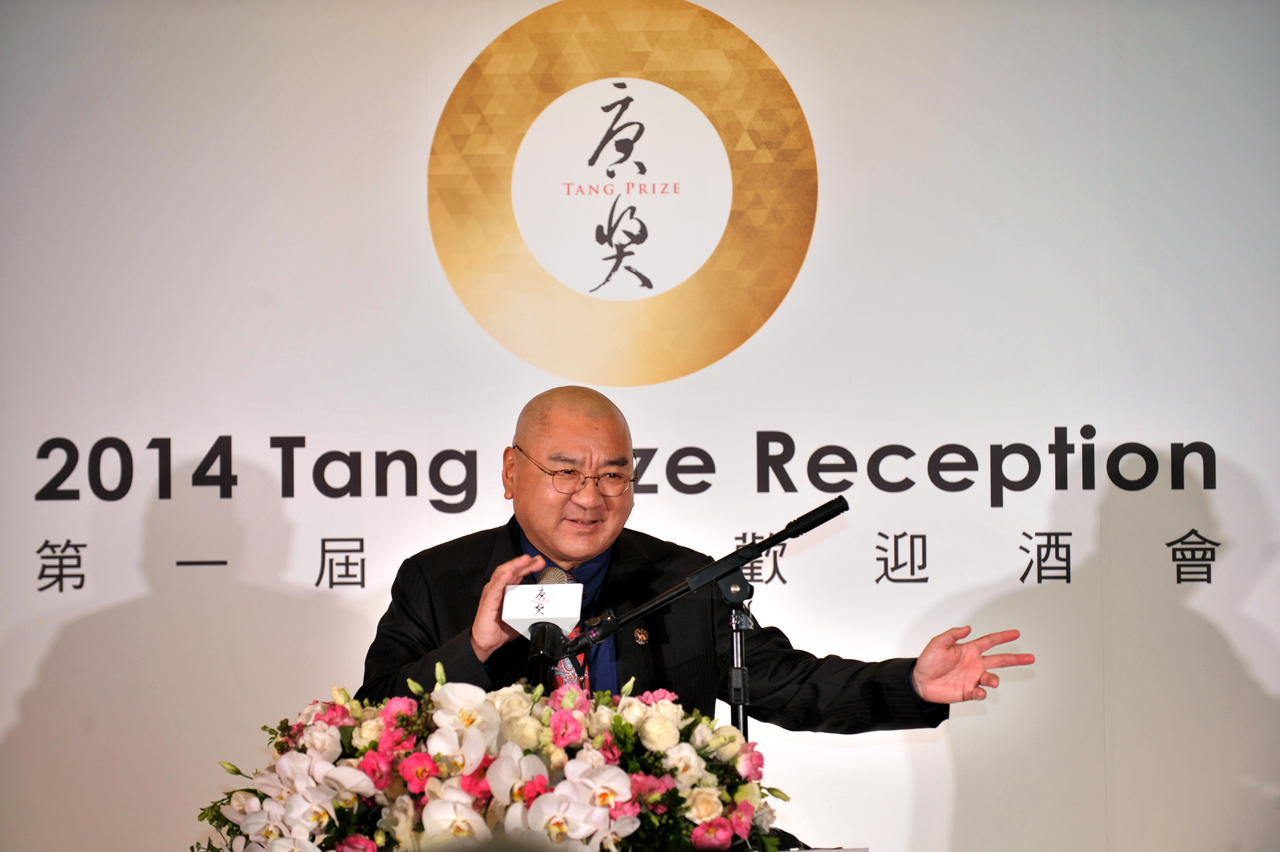
尹衍樑創辦唐獎並在2014年首次頒獎

尹衍樑的父親是紡織企業家尹書田（1918－1991）時稱「格子布專家」、「牛仔布大王」。
尹幼年時頑劣，14歲到16歲半時是在感化院度過。
1966年被父親送至省立彰化進德中學（位於今彰化師大進德校區）住校讀書，擔任班長，在校外與人發生衝突遭刺傷，跑進數學老師王金平的宿舍求救。王金平表示，尹衍樑本性不壞，只是年輕氣盛，喜好行俠仗義，發現尹受傷後為他包紮。顧慮該校是感化教育的管訓班，擔心尹打架會再度遭到處罰，因此未向校方報告。王金平的慈愛包容，在尹衍樑的心中產生極大的影響，改變了一生；尹衍樑說，人生的岔路上一定要有良師指引方向，他最想做的工作其實是當老師，因此儘管公務繁忙，他仍撥空擔任臺灣大學兼任教授，課堂設於潤泰集團總部，運用各種資源帶領學生四處觀摩。
進德中學畢業後考取成功高中夜間部，大學就讀中國文化大學史學系，1982年自國立臺灣大學商學研究所畢業，1986年獲得國立政治大學企業管理博士。
2012年獲頒國立政治大學傑出校友，2014年獲國立臺灣大學校長楊泮池院士頒授榮譽博士學位，2015年獲頒國立彰化師範大學名譽教育學博士學位。
1989年，由南怀瑾發起，尹衍樑出資成立光華教育基金會，以「光大中华文化」的宗旨，在北京大學设立光华奖学金。
1995年起，以光華教育基金會名義，捐助成立北京大學光華管理學院，任職學院董事，並從日本、芬蘭引進預製技術，從事預製建築結構工法技術開發各項自動化生產技術，最快可於100日內完工，大幅提升建築施工週期。發表論文、專著十餘篇，並擁有臺灣、日本、美國、中國大陸等地專利超過百項。
1996年8月，潤泰集團成立「大潤發有限公司」，進軍量販店市場。
2004年，獲得中國土木水利工程學會「會士」榮譽，獲聘臺灣大學土木系兼任教授。
2006年9月25日，以光華教育基金會名義與浙江大学达成合作协议，冠名浙江大学光华法学院。
2009年4月3日，以光華教育基金會名義向西安交通大學捐赠一亿元人民币，資助西安交通大学医学院。
2010年4月20日，以光華教育基金會名義与南京大学签署协议，共同出资6,000万元人民币，成立「南京大学人文基金」。
2011年，旗下潤成投資入主南山人壽，由外商成功轉型為本土企業。尹衍樑承諾捐出95％財產。
2016年，與寶佳機構林陳海、時任兆豐金董事長蔡友才，以資本額200億元成立鑒機資產管理機構。
2022年11月11日，獲得工業技術研究院頒發工研院院士的榮譽，以表彰其在建設領域的創新貢獻。

## 觀點
尹衍樑認為年輕人，應面向陽光熱情地面對工作。尹衍樑坦承他在三十五歲以前，滿腦子想的都是如何賺錢，但是心裡愈是汲汲營營追求，錢財就愈是賺得艱辛，使他深受挫折。「人兩腳，錢四腳」的道理，使他領悟人追求錢財永遠追求不上，改變心態決定先把事情做好，財富竟開始跟著累積。:19人面向陽光，影子緊緊跟隨自己；人跟著影子走，影子愈追則愈長，由於夕陽西下。尹衍樑認為人應朝有意義之目標前進，就像追逐太陽，讓影子在身後跟隨。尹建議年輕一輩，應時時保持對工作之熱情。尹認為年輕人應於年紀尚輕時，多加鍛鍊。:20尹提出三點建議，第一：保持健康身心；第二：勇於追求愛情；第三：維持良好人際關係，且對於剛剛踏出大學校園之年輕人尤其重要。:21

## 大事紀
- 1966年因太頑劣，被父親送至進德中學住校讀書，受到有如感化院般的教育
- 1975年接掌父親創辦的潤泰紡織、潤華染織
- 1976年創立潤華機械及染料廠，雙雙以失敗收場，大虧3,000萬元
- 1977年成立潤泰建設，跨足營建業
- 1986年創立光華投信，後又有臺灣安泰人壽2成股權
- 1989年成立北京大學光華獎學金
- 1991年父親尹書田過世，一肩挑起潤泰集團重任
- 1996年切入零售百貨市場，成立大潤發流通事業
- 1997年進軍中國大陸市場，設立上海大潤發
- 2005年取得中國大陸官方許可，為首家登陸中國大陸的營建業者
- 2008年獲選為俄羅斯國際工程院院士
- 2012年國安密帳案，尹衍樑收下劉泰英交付的旅行支票後，再開立總額2億5,000萬元的多張支票，以個人、診所及公司等名義捐贈給臺灣綜合研究院；北檢偵訊期間因有坦承犯罪，並自願繳交1,000萬元做公益而做出緩起訴處分[11]
- 2014年5月爆發震驚各界的桃園合宜住宅案收賄弊案，時任桃園縣副縣長的葉世文因此收押；尹衍樑接受今周刊訪問時證實，是他向廉政署具名檢舉。尹表示：「我有嫉惡如仇的毛病，碰到路不平，我就拔刀除草。」[12]
- 2016年8月5日，上櫃公司群聯科技爆發假帳危機，8月8日、9日連續兩日無量跌停，8月10日爆出歷史天量3.47萬張，打開跌停，群聯董事長潘建成於8月9日拜訪尹衍樑，尹衍樑隔日以20億元買進群聯股票相挺，並公開表示「潘建成很努力，群聯值得投資」。
- 2016年10月4日，台北地檢署偵辦兆豐銀案[13]，展開第二波大規模行動，兵分7路搜索鑒機資產管理公司與涉案人住處，約談潤泰企業集團總裁尹衍樑作證，並以被告身分傳喚前兆豐金董事長蔡友才說明，總共約談18人；據悉，檢方掌握兆豐金借貸給潤泰企業集團逾200億元，且蔡友才接任鑒機董事長不到一個月，資本額即暴增120億元，其中是否涉及不法，檢方將一併清查，經訊問後檢方請回尹衍樑，但依照《證交法》對蔡友才與王啟梆聲請羈押禁見[14][15][16]。
- 2019年12月4日，尹衍樑獲選美國國家發明家學院院士[17]。
- 2020年，《富比士》公佈的2020年台灣50大富豪，尹衍樑資產為27億美元，排名第11 [18]。
- 2025年，《富比士》公佈的2025年台灣50大富豪，尹衍樑資產為56億美元，排名第10 [19]。

## 著作
| 時間           | 書名                                 | 作者                             | 出版公司 | ISBN               |
| 2006年12月29日 | 尋找夢想的家：尹教授教你10招聰明購屋 | 尹衍樑                           | 天下文化 | ISBN 9864178385    |
| 2013年11月4日  | 尹教授的10堂課：興學興人的神隱總裁   | 尹衍樑/口述，張殿文、郭議鴻/撰文 | 今周刊   | ISBN 9789868549562 |

## 雜誌專訪
- 2014年第939期 出版社：今周刊——今年最具爭議風雲人物 大是大非尹衍樑 檢舉葉世文  是我幹的！

## 家庭
配偶王綺帆（潤泰全球董事長），育有1子1女，其子尹崇堯為現任南山人壽董事長。

## 外部連結
- 成功總裁給年輕人的一堂課  今周刊2009-04-17第641期
- 台灣公司資料 （页面存档备份，存于）